# Сиволап Юрій Михайлович
Ю́рій Миха́йлович Сивола́п (18 листопада 1939—9 серпня 2014) — доктор біологічних наук, професор, академік УААН. Директор Південного біотехнологічного центру УААН.
Сиволап — засновник напряму використання досягнень молекулярної біології і молекулярної генетики для розвитку теорії і практики селекції рослин в Україні і широко відомої у світі школи молекулярних генетиків сільськогосподарських рослин. Він розробив основні методи виділення ДНК з тканин рослин і дослідження молекулярно-генетичного поліморфізму видів і сортів. Проводив фундаментальні дослідження з організації і мінливості геному рослин.
Під керівництвом Ю. М. Сиволапа розроблені генно-інженерні методи детекції бактеріального раку винограду, визначення гомеостатичності ячменю, ДНК-маркування важливих агрономічних ознак пшениці, ячменю, кукурудзи, соняшника, прогнозу гетерозису. Вперше в СНД в практику генетико-селекційних досліджень впроваджений метод ПЛР-аналізу. Ю. М. Сиволапом з співробітниками створена сучасна система диференціації, ідентифікації і реєстрації сортів сільськогосподарських рослин за ДНК-профілюванням і створюється банк даних генотипів сортів важливіших видів сільгоспрослин за молекулярно-генетичними формулами.
Академік Ю. М. Сиволап є координатором напряму «Новітні біотехнології в рослинництві» програми УААН «Сільськогосподарська біотехнологія 2006—2010». Обраний членом Асоціації біотехнологів країн Чорноморського регіону (BSBA). Член редакційної колегії чотирьох наукових журналів. Опубліковано три монографії і 430 наукових праць.